# ペンギンズ・メモリー 幸福物語 (サウンドトラック)
『オリジナル・サウンドトラック ペンギンズ・メモリー 幸福物語』（オリジナル・サウンドトラック ペンギンズ・メモリー こうふくものがたり）は、劇場用アニメーション『ペンギンズ・メモリー 幸福物語』のサウンドトラック。1985年6月21日発売。発売元はCBS・ソニー。

## 解説
全編にあふれるサウンドが今、胸をあつくする。聖子が歌いあげる愛のストーリー。
松田の楽曲「SWEET MEMORIES」をCMソングに用い、その反響の大きさから映画化にまで至った『ペンギンズ・メモリー 幸福物語』のサウンドトラック。音楽は松任谷正隆。
主題歌は松田のシングル「ボーイの季節」。挿入歌として「Musical Life」「SWEET MEMORIES」。「Musical Life」は松田の楽曲としては本作が初収録となる。
「青空 On My Mind」は本編では沢田富美子による歌唱があったが、本作はオフヴォーカル版のみ収録となっている。
「Blue Love Letter」はサントリーのCMでは松田による歌唱があったが、本作はオフヴォーカル版で、ヴォーカル部分のメロディはサックス演奏となっている。この「CMバージョン」は、2010年の松田の楽曲集『松田聖子オリジナル・サウンドトラック集 1981〜1985』にて初収録された。

## 収録曲
特記以外　作曲・編曲：松任谷正隆
1. さすらい （Harmonica Solo by Lee Oscar）
2. Delta War
3. さすらい
4. 青空 On My Mind（Instrumental Version）
5. Musical Life
  - 作詞：松本隆／作曲・編曲：大村雅朗
6. ボーイの季節（Instrumental Version）
  - 作曲：尾崎亜美
7. SWEET MEMORIES（Cinema Version）
  - 作詞：松本隆／作曲・編曲：大村雅朗
8. Blue Love Letter（Instrumental Version）
  - 作曲：渡辺貞夫／編曲：大村雅朗
9. マイクとジャック
10. 再会
11. ボブの野望
12. Flash back!
13. さすらい〜旅の終りを求めて〜
14. ボーイの季節
  - 作詞・作曲：尾崎亜美／編曲：大村雅朗
15. SWEET MEMORIES（Re-Mix Version）
  - 作詞：松本隆／作曲・編曲：大村雅朗

## 関連作品
- LOVE BALLADE
  - 『SWEET MEMORIES（Cinema Version）』を収録。
- SEIKO SUITE
  - 『Musical Life』を収録。
- 松田聖子オリジナル・サウンドトラック集 1981〜1985
  - 『Blue Love Letter』（TV commercial Edit / short version）を収録。